# Stoner rock
El Stoner rock, también conocido como stoner metal o stoner doom, es un género fusión de la música rock que combina elementos del heavy metal y/o doom metal con rock psicodélico y rock ácido. El nombre hace referencia al consumo de cannabis. El término desert rock a menudo se usa indistintamente con el término "stoner rock" para describir este género; sin embargo, no todas las bandas de stoner rock caerían bajo la definición de "desert rock". El stoner rock habitualmente usa tempos de lentos a medios y presenta un sonido de bajo fuertemente distorsionado y cargado de un pesado groove, voces melódicas y producción "retro". El género emergió a principios de la década de 1990 y fue iniciado principalmente por Monster Magnet y las bandas californianas Fu Manchu, Kyuss y Sleep.

## Historia
A veces mal confundido con el sludge metal y otras veces con el stoner doom (ambos términos se intercambian frecuentemente, pues no son pocas sus similitudes), el stoner rock, frecuentemente llamado desert rock (expresión creada por los pioneros en el estilo, Kyuss), o bong rock por sus referencias obvias al consumo de THC, se caracteriza por el sonido duro, pesado y grave de los grupos que pregonan este estilo, proveniente del rock ácido de los años 1960, cuyas influencias son: Blue Cheer, The Edgar Broughton Band, Sir Lord Baltimore, Buffalo, Black Sabbath, Led Zeppelin, Frank Zappa, Deep Purple, Jimi Hendrix o Cream. El término stoner rock proviene de la palabra stoner, que en inglés significa fumador de marihuana.

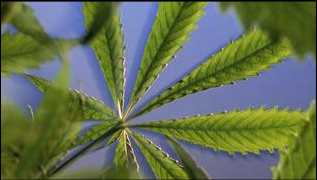
El uso de la marihuana suele asociarse al stoner rock.

 Esto se debe a que muchas de las composiciones dentro de este estilo fueron creadas bajo la influencia de esta sustancia. Sin embargo, no todos los grupos de stoner rock han de considerarse fumadores de esta sustancia, y viceversa, ya que, por ejemplo, Pantera incluía imágenes de la planta de cannabis en las camisetas de sus giras, siendo este un grupo de groove metal.
El stoner rock se originó en EE. UU. a principios de los años 1990, especialmente en la ciudad de Palm Springs, California. Los californianos Kyuss son considerados los inventores del género, aunque bandas como Masters of Reality y Yawning Man ya experimentaran antes con riffs de los años 1970. Para algunos, Kyuss es la única banda puramente stoner, aunque ellos lo niegan.
Hoy en día existen bandas con una gran dosis de rock clásico, como fue Black Sabbath, con toques de psicodelia e incluso punk y pop. Todos se apoyan en riffs intensos y el sonido de los grandes del rock clásico de los años 1970. Actualmente, los grupos más famosos de stoner rock son Queens Of The Stone Age, Los Natas, Wolfmother y Clutch. También podemos citar a Monster Magnet, Royal Blood y Humanotone como representantes actuales del género.

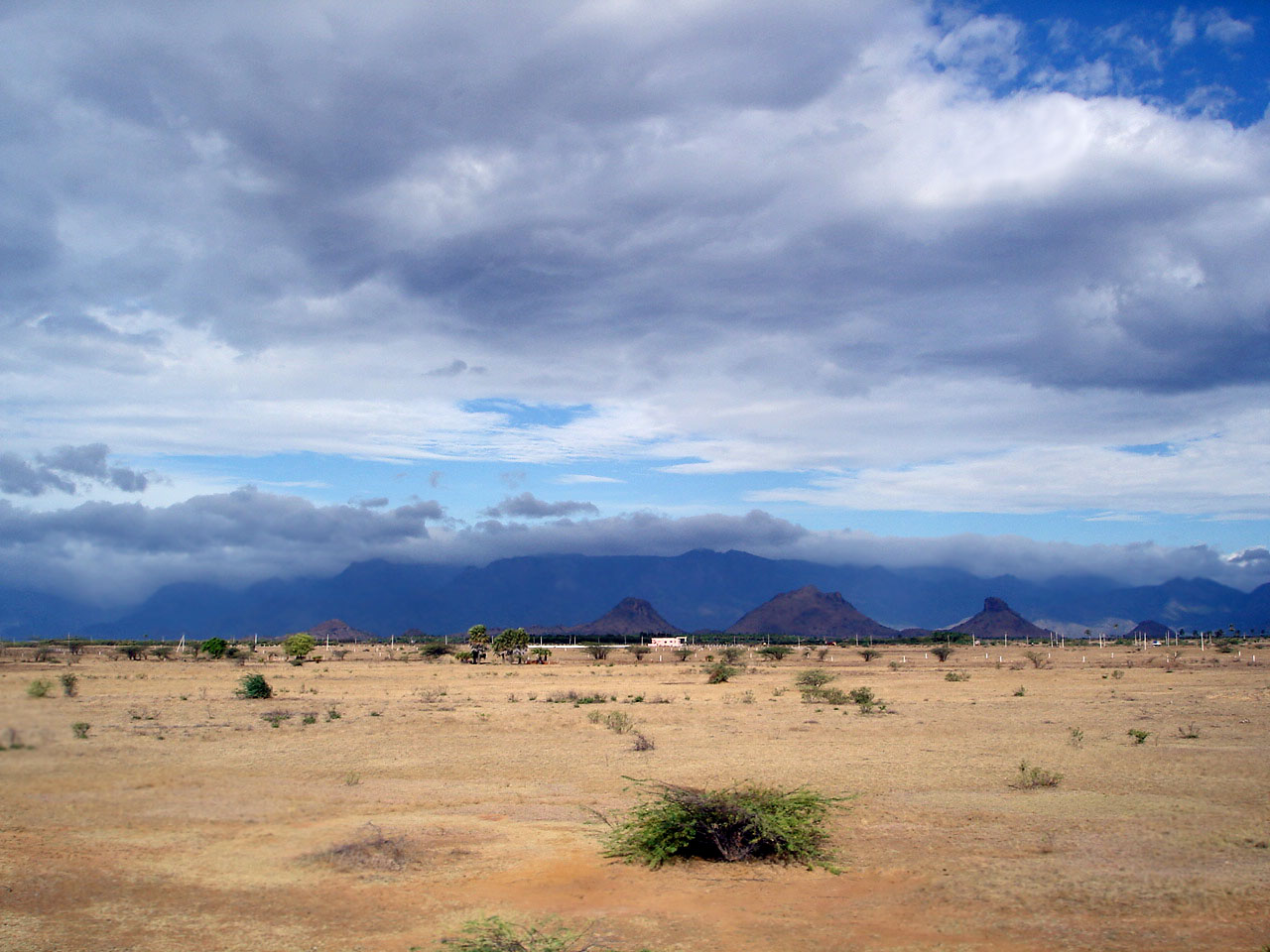
El desierto, otro elemento fundamental del stoner rock y rock desértico.

## Rock desértico
El stoner rock está muy ligado al rock desértico, o desert rock, un término, más que un género musical, con el que se asocia, principalmente, a las bandas de la escena musical de Palm Desert, California. Su sonido se basa en una importante influencia de la música latina, ritmos de percusión repetitivos y elementos de psicodelia.
El término fue previamente aplicado, en los años 80, a un tipo de punk psicodélico con influencias de country, que generalmente evocaban a zonas desérticas, caracterizado por pasajes instrumentales y letras que hablaban de gente marginal. Esta generación de desert rockers estaba centrada en el área de Arizona, particularmente en Tucson, a pesar de que muchas bandas tenían fuertes lazos de unión con la escena musical de California, trasladándose muchas de ellas ciudades como Los Ángeles.